# Костянтинів Камінь
Костянтинів Камінь — гірський масив на Полярному Уралі, адміністративно належить Ямало-Ненецькому автономному округу Тюменської області. Розташований за 45 км від Байдарацької губи Карського моря.
Масив складений переважно кварцитами і пісковиками. На вершині і схилах ростуть рослини специфічні для екосистими гірська тундра.
Масив відкрито в серпні 1848 року учасниками науково-дослідної експедиції під керівництвом полковника Корпусу гірських інженерів Е.К. Гофмана, спрямованої Російським географічним товариством для дослідження Полярного Уралу і сусідніх територій (1847—1850 рр.). Піднявшись на цю «найпівнічнішу гору Уральського хребта, круто падаючу в тундру», вони переконалися, що з її висоти «погляд безперешкодно досягає безперервну рівнину моря, віддаленого на 40 або 50 верст». Гофман та його супутники дали горі назва Костянтинів Камінь на честь голови Російського географічного товариства великого князя Костянтина Миколайовича (син імператора Миколи I) і звели на ній піраміду з трьох кам'яних плит.